# Diana Enache (politician)
Diana Enache (n. 28 septembrie 1986) este un politician român, aleasă în 2024 deputat din partea partidului Alianța pentru Unirea Românilor.

## Carieră politică
Începând cu martie 2024, Enache era membru al Biroului Național de Conducere al AUR, fiind una dintre cele șase femei cu cel mai înalt rang din partid, deși nicio femeie nu făcea parte din conducerea de vârf.

### Deputat (2024–prezent)

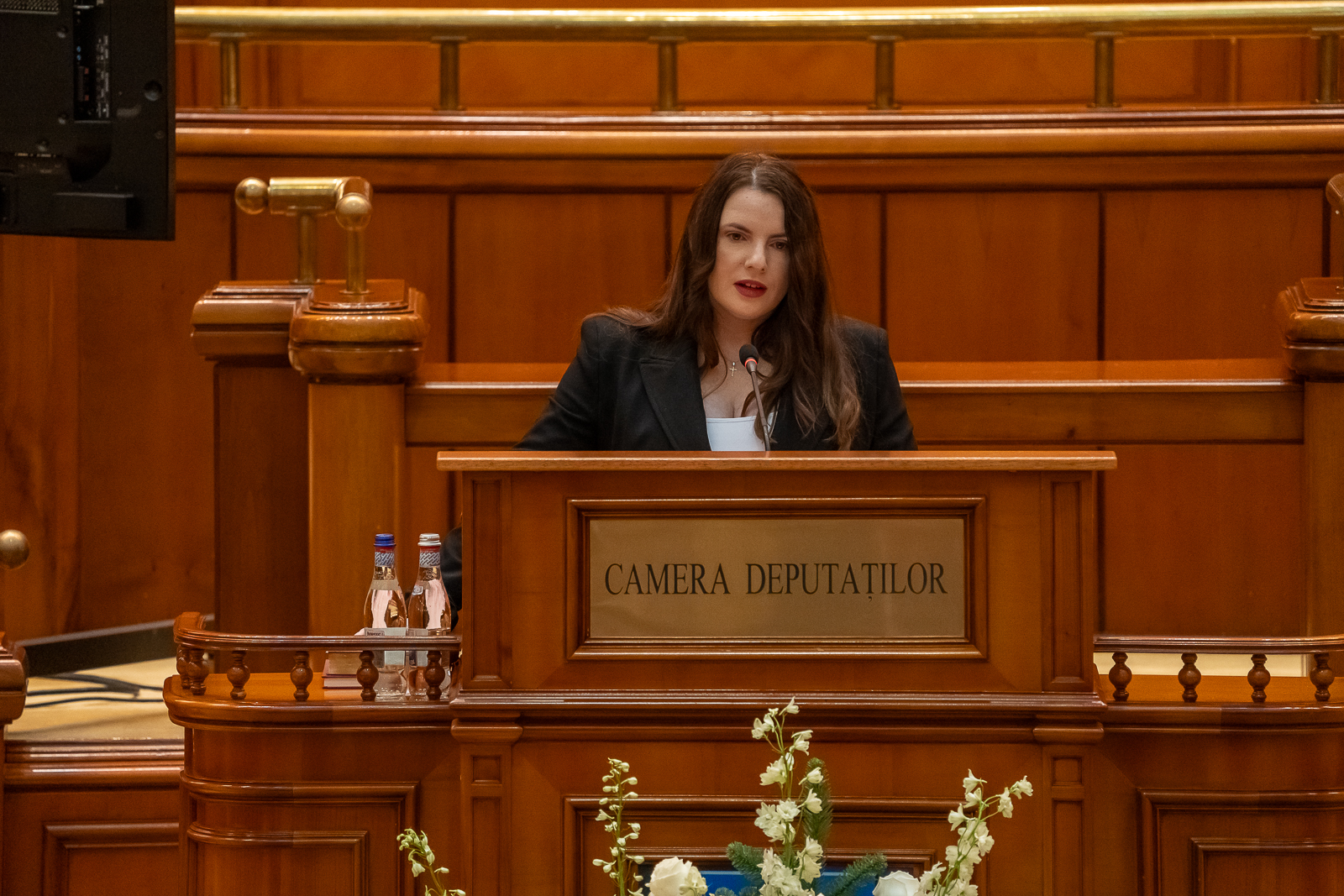
Mitrea depunând jurământul, 21 decembrie 2024

În urma alegerilor parlamentare din 2024 pe 1 decembrie, Enache a fost aleasă membru al Camerei Deputaților, în circumscripția nr. 4 Bacău, preluând mandatul pe 21 decembrie. Ca deputat, este membru al Comisiei pentru tehnologia informației și comunicațiilor, precum și a Comisiei pentru egalitatea de șanse pentru femei și bărbați. În plus face parte din grupurile parlamentare de prietenie pentru Austria și Elveția.